# エンリコ・ブッティ
エンリコ・ブッティ（Enrico Butti、1847年4月3日 - 1932年1月21日）は、イタリアの彫刻家である。人物の記念碑や労働者の彫像などを制作した。1893年から1913年の間、ミラノの美術学校、ブレラ美術アカデミーで彫刻を教えた。

## 略歴
イタリア北部、ロンバルディア、ヴァレーゼ県のヴィッジュで生まれた。石工や彫刻家を多く出した一族の出身で、14歳の時ミラノに移り、ブレラ美術アカデミーで、彫刻家のピエトロ・マーニ（Pietro Magni: 1817-1877）に学んだ。フランチェスコ・バルザーギ（Francesco Barzaghi (1839–1892）やウーゴ・ザノーニ（Ugo Zannoni: 1836–1919）、ピエトロ・マーニの作品を大理石彫刻に模刻することで修行した。
1872年にミラノで開かれた全国美術展に初めて出展し、1874年に出展した作品は好評を得た。1879年にブレラ美術アカデミーに出展した作品はウンベルト王子賞を受賞した。
1893年から1913年まで、ブレラ美術アカデミーで彫刻を教え、ブッティが教えた学生にはダンテ・パリーニ（Dante Parini: 1890–1969）やジャンニーノ・カスティリョーニ（1884-1971）がいる。さまざまな依頼を受けて多くのモニュメントを制作した。ブレラアカデミーの展覧会に出展して現在はデュッセルドルフの墓地に置かれている「鉱夫」のような労働者を題材にした作品もある。
1913年に持病の肺の病気が悪化したために教授を辞職し、故郷のヴィッジュに移った。1928年からは彫刻を止め絵画を描いた。
1932年にヴィッジュで亡くなった。

## 作品

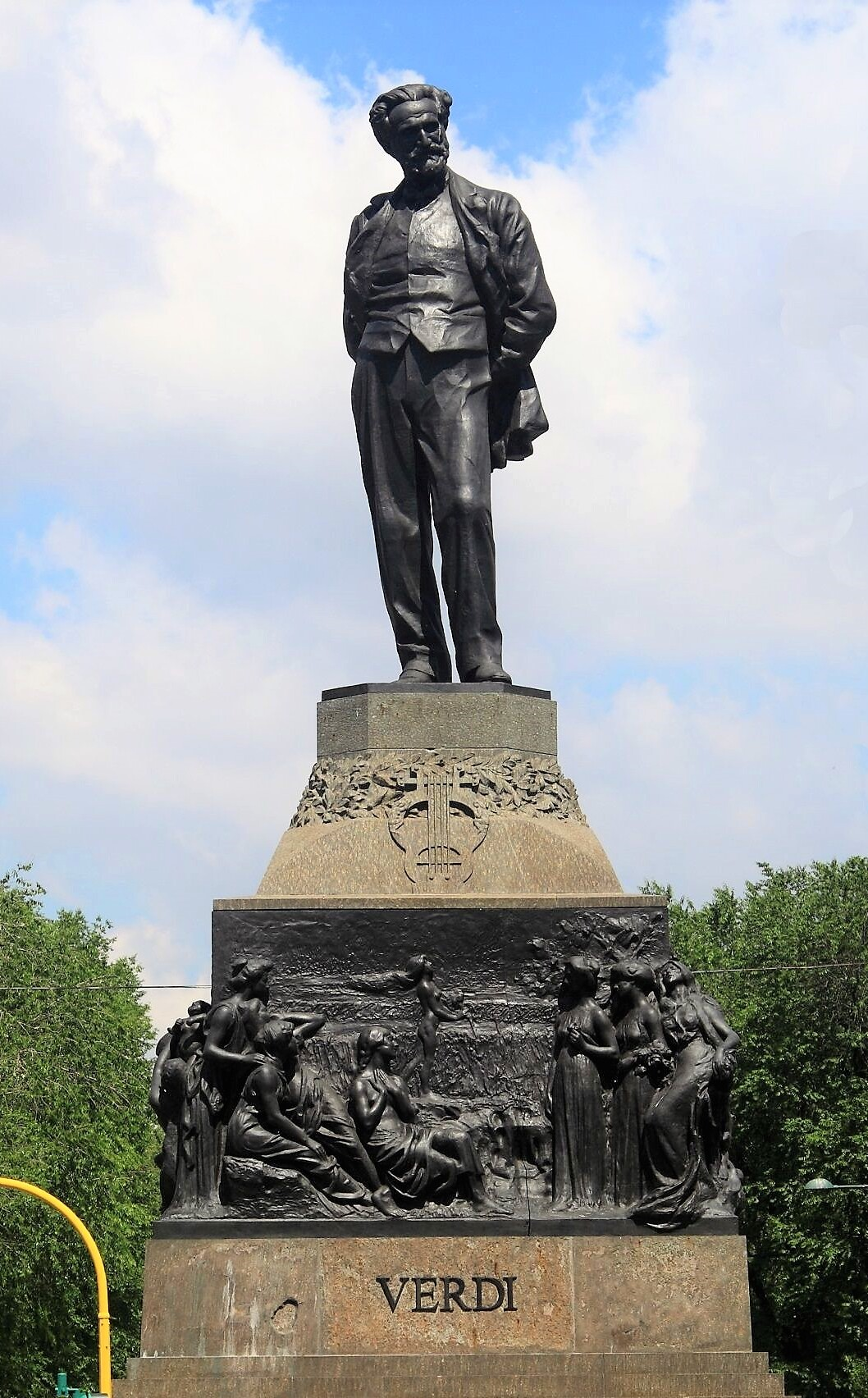
作曲家ジュゼッペ・ヴェルディの記念碑  (191)、ミラノ
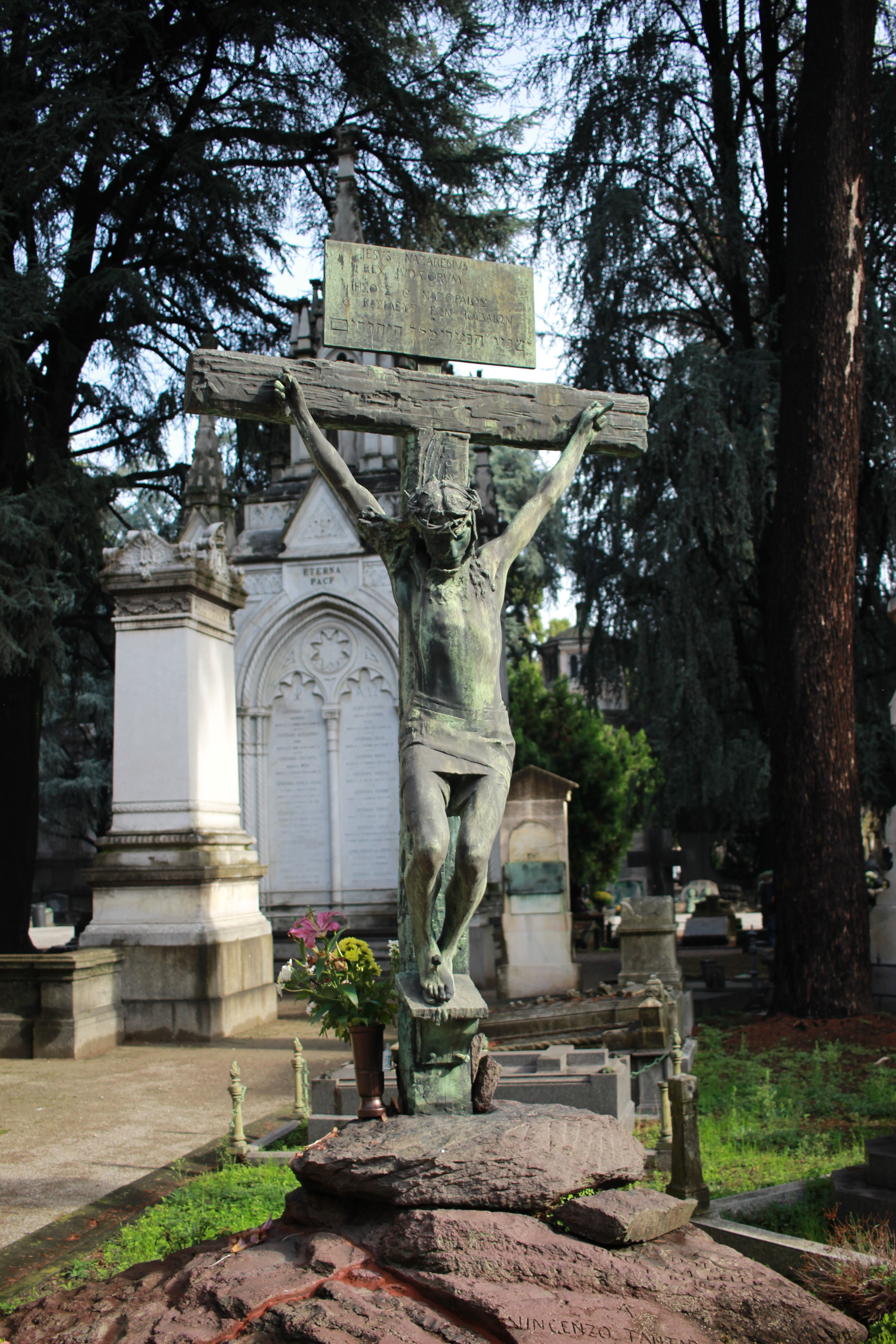
墓標 (1894)
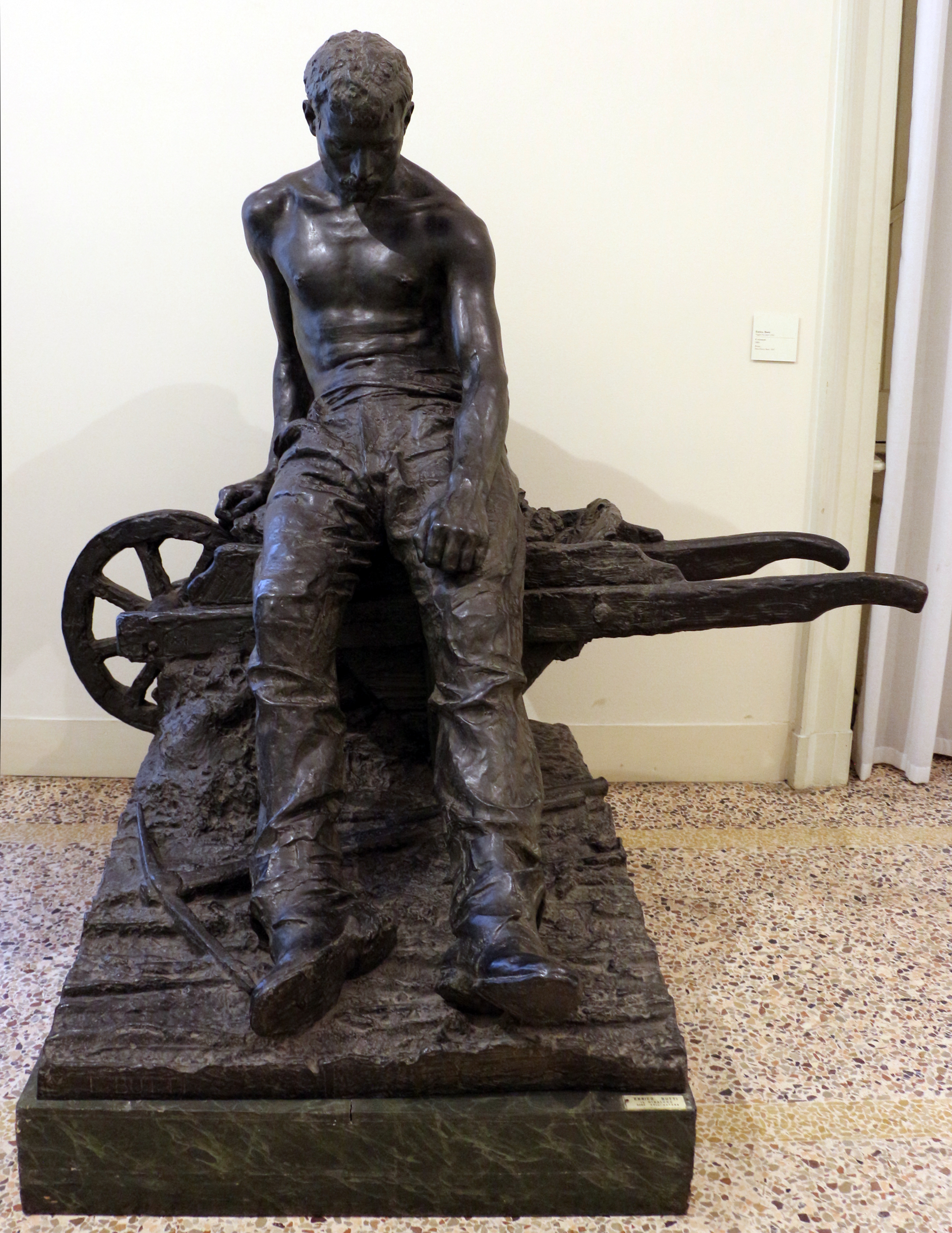
鉱夫
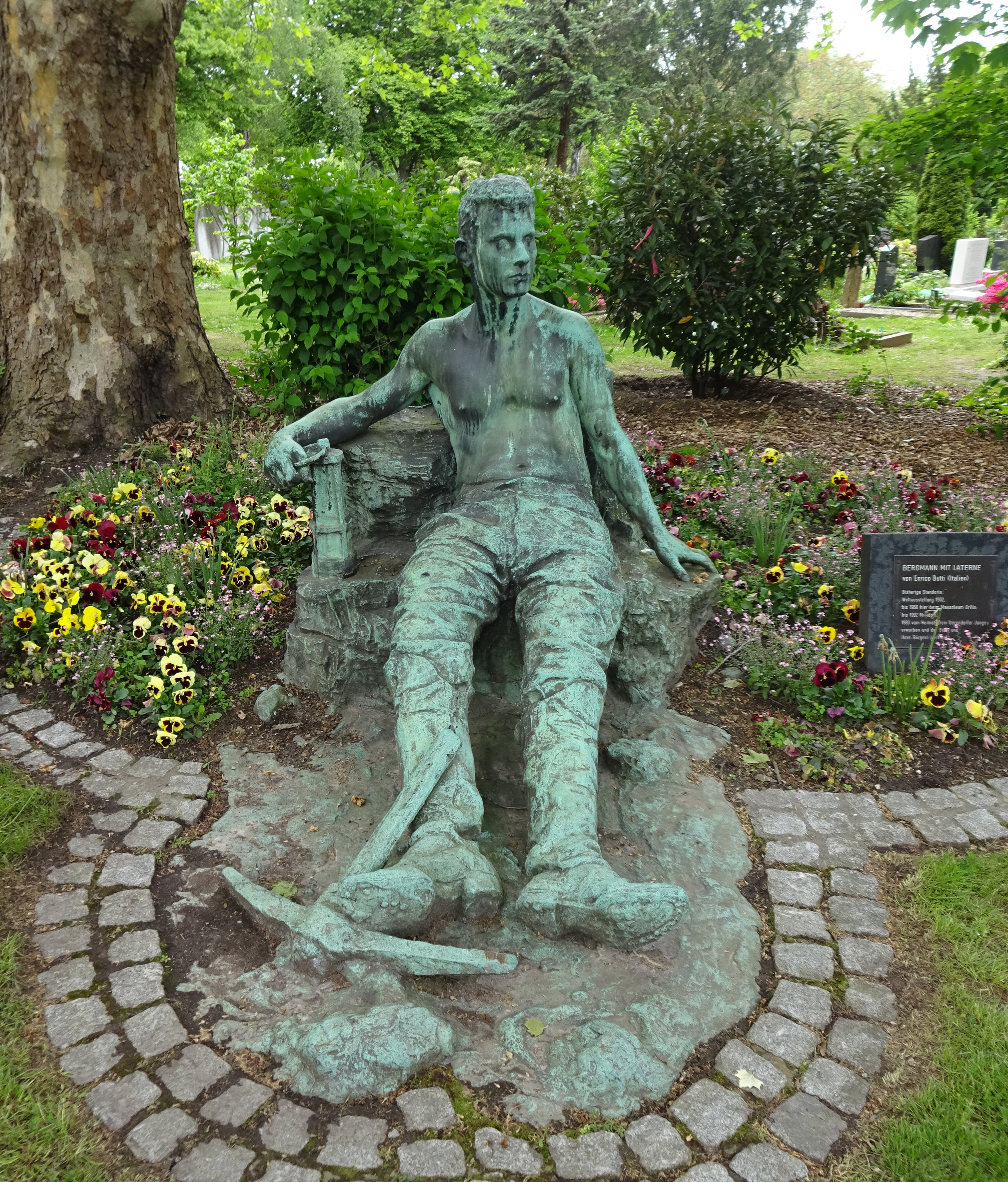
ランタンを持つ鉱夫